# Erymanthischer Eber

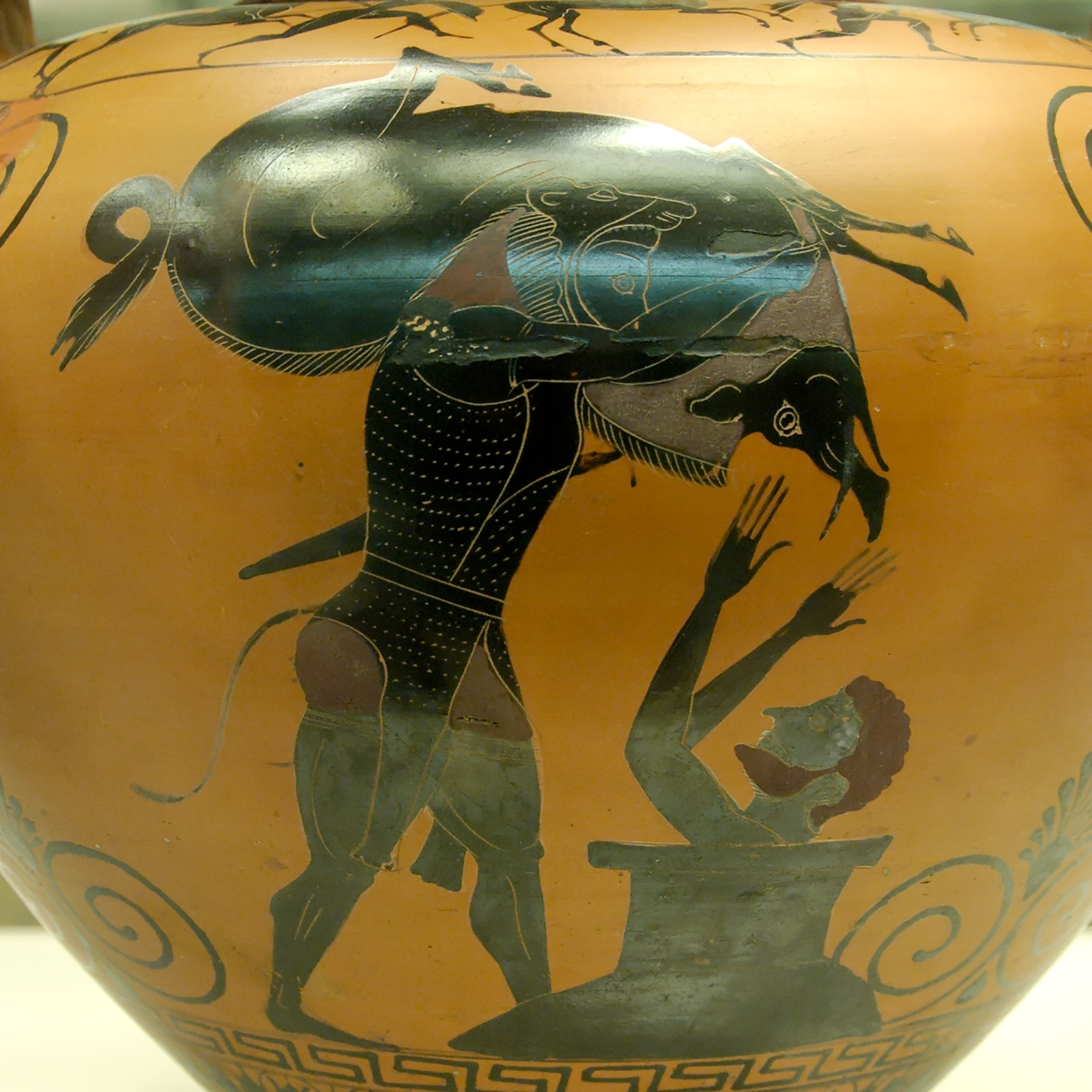
Herakles und der erymanthische Eber auf der Namenvase des Malers von London B 213, 550 v. Chr. gefunden in Vulci, British Museum, London

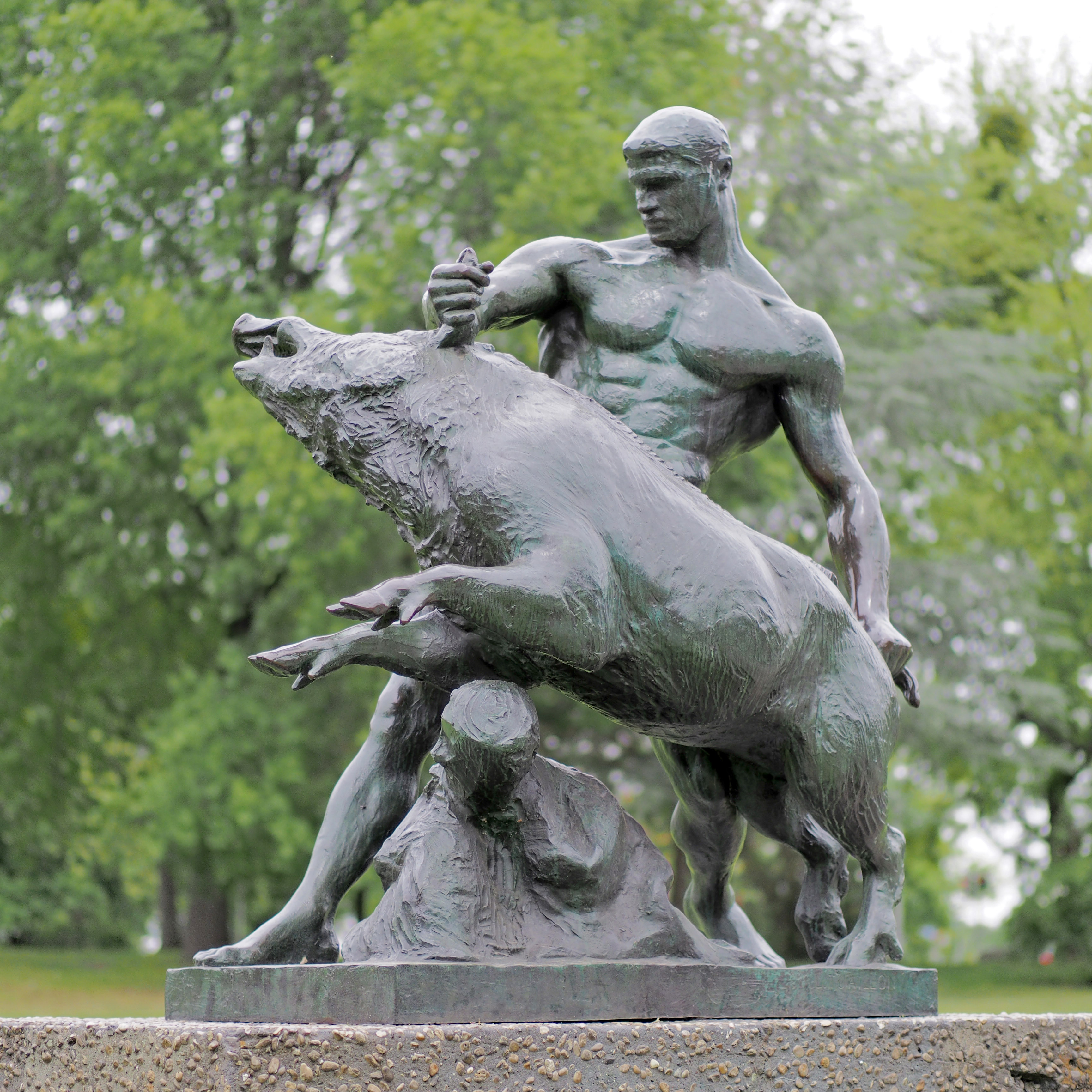
Herkules und der erymanthische Eber 1904 von Louis Tuaillon, Lützowplatz, Berlin

Der erymanthische Eber (altgriechisch ἐρυμάνθιος κάπρος erymánthios kápros) und der kalydonische Eber waren in der griechischen Mythologie Nachkommen der gewaltigen Sau Phaia.
Der erymanthische Eber ist nach dem Berg Erymanthos in Arkadien benannt. Er war, wie die kerynitische Hirschkuh, der Göttin Artemis geweiht und verwüstete die Gegend um den Berg Erymanthos.
Um seinem Wüten Einhalt zu gebieten, wurde Herakles mit der Aufgabe betraut, ihn lebendig zu fangen und nach Mykene zu bringen. Dazu trieb ihn der Held aus dem Dickicht des Waldes, in dem der Eber hauste, heraus und tief in ein Schneefeld hinein. Der Eber ermüdete rasch, Herakles fesselte ihn und brachte ihn nach Mykene. Somit hatte er eine weitere Aufgabe erfüllt.
Ein beliebtes Bildmotiv in der griechischen Kunst ist der Moment, in dem Herakles den lebendigen Eber zu seinem Dienstherrn Eurystheus bringt, der sich ängstlich in einem großen Fass versteckt.